# 张钟端

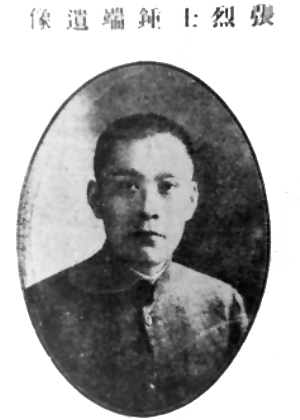

张钟端（1879年—1911年12月24日）字毓厚，号鸿飞。河南省许昌县長村張鄉人。中国民主革命家。

## 生平
张钟端自13岁时中秀才。1905年，张钟端获河南大学堂官费留学日本，入日本中央大学学习法律。同年，他参加了中国同盟会。1907年，他同留学日本的河南籍同学创办了《河南》杂志（月刊），他任总经理。他自己为该刊投稿，还常向周树人等约稿。留学日本期间，张钟端同女护士千装伦子结婚。1911年夏，千装伦子怀孕8个月时，张钟端被中国同盟会总部派回中国，参与起义。武昌起义当天，1911年10月10日千装伦子产下双胞胎儿子。张钟端为孩子起名张梦梅、张兆梅。
武昌起义后，河南迟未响应。张钟端主动回到河南策划起义。抵达开封后，张钟端设秘密机关，组织法政学堂学生以及河南革命党人，并联合仁义会等组织，成立了革命军，他任总司令。革命军原准备于1911年12月23日（冬至）宣布河南独立。但是12月22日夜，张钟端与部分起义领导人在河南省优级师范大学堂（今河南大学医学院）最后部署起义时被清军逮捕。
1911年12月24日晨6时，张钟端与刘风楼等11人被处决，史称“辛亥革命河南十一烈士”。
1932年秋，河南省政府决议将十一烈士的遗骨迁葬到一起，建陵园并立碑。

## 家庭
1912年春，中国同盟会将千装伦子和两个孩子张梦梅、张兆梅接到许昌。张梦梅、张兆梅后考入河南大学，并先后参加中国共产党。中华人民共和国成立后，二人分别在开封、许昌工作和生活。